# Moonlight (NLE Choppa)
Moonlight è un singolo promozionale del rapper statunitense NLE Choppa, pubblicato l'8 gennaio 2021 come quarto estratto dal mixtape From Dark to Light.

## Descrizione
Brano trap, Moonlight vede la partecipazione del rapper statunitense Big Sean. È stato prodotto da Tahj Money, TnTXD, RaRa e Young TN ed è stato scritto dai produttori e dagli interpreti e dai produttori.

## Tracce
1. Moonlight (feat. Big Sean) – 3:30